# Zakład Karny w Bydgoszczy-Fordonie

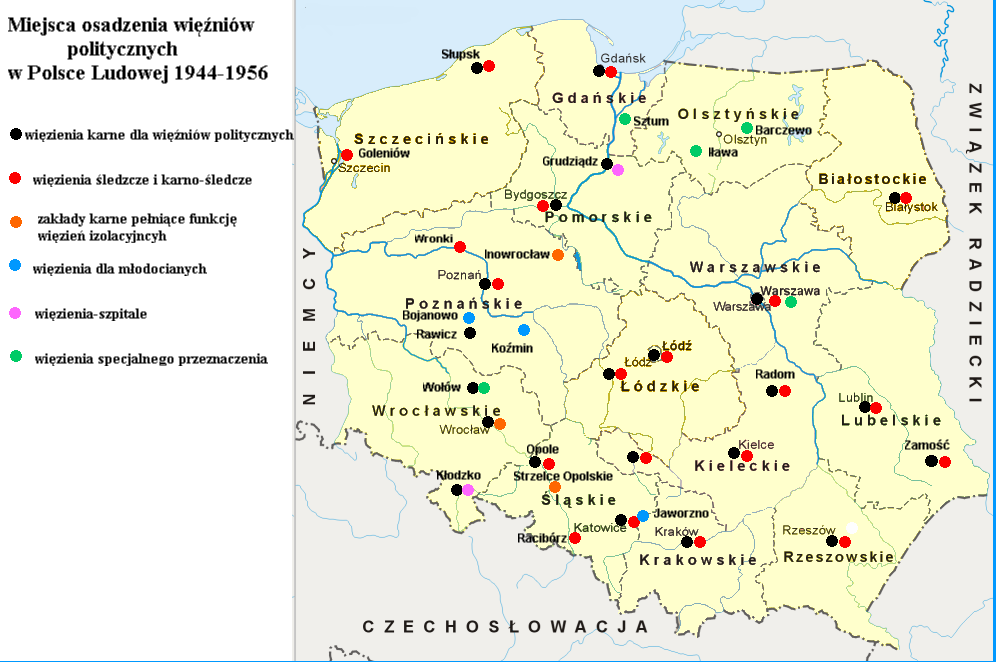
Miejsca osadzenia więźniów politycznych w Polsce Ludowej 1944-1956

Zakład Karny w Bydgoszczy-Fordonie – jednostka penitencjarna dla mężczyzn o 619 miejscach, zlokalizowana w Bydgoszczy.

## Historia
Wybudowane pod koniec XVIII wieku jako magazyn, później komora celna, w 1853 przekształcone w więzienie dla kobiet, filię zakładu karnego w Koronowie.
Od 1 lipca 1920 roku, po objęciu terenów przez administrację polską, obiekt wrócił do swojej roli zakładu karnego dla kobiet i pełnił ją przez całe dwudziestolecie międzywojenne. Obok funkcji izolacyjnej były w nim prowadzone oddziaływania wychowawcze poprzez pracę, funkcjonowała kaplica, a w 1936 roku otwarto pierwszą w historii zakładu jednoklasową szkołę powszechną.
Od roku 1920 było to ciężkie więzienie dla kobiet z wyrokami co najmniej 3-letnimi.
Naloty we wrześniu 1939 roku nie uszkodziły obiektów zakładu. Po wkroczeniu Niemców do Fordonu budynki zostały zajęte przez oddziały Arbeitsdienstu, przygotowujące tereny położonej nieopodal Doliny Śmierci pod egzekucje tysięcy Polaków. Wkrótce potem, bo już w styczniu 1940, czynne było tu ciężkie więzienie dla kobiet. Zaczęły napływać transporty więźniarek polskich, które po odbyciu kary w fordońskim więzieniu wywożone były do obozów koncentracyjnych w Auschwitz i Ravensbrück. Do stycznia 1945 roku przewinęło się przez więzienne mury ok. 6300 kobiet, w tym kilkadziesiąt działaczek podziemia konspiracyjnego. Więzienie fordońskie należało do najcięższych zakładów karnych dla kobiet w okręgu Rzeszy Gdańsk-Prusy Zachodnie. Osadzano w nim wyłącznie Polki i Żydówki na mocy wyroków niemieckich sądów cywilnych za przestępstwa pospolite, a zwłaszcza wszelkie przejawy działalności antyniemieckiej.
Po roku 1945, w czasach stalinowskich, przebywały tu kobiety skazywane w procesach politycznych. W czasie stanu wojennego po 1981 wykorzystano to więzienie do internowania grupy kobiet z „Solidarności” z Gdańska, Torunia i Bydgoszczy.
W roku 1984 więzienie to przekształcono w zakład karny dla mężczyzn.

## Znani uwięzieni
- Rita Gorgonowa[10]
- Irena Tomalak
- Chada